# David Sharp (wspinacz)
David Sharp (ur. 15 lutego 1972 w Anglii, zm. 15 maja 2006 pod Mount Everestem) – brytyjski matematyk, nauczyciel, wspinacz, który zginął pod szczytem Mount Everestu. Jego śmierć wzbudziła wielkie poruszenie, ponieważ w czasie gdy umierał, minęło go wielu innych wspinaczy w drodze na szczyt lub z niego schodząc.

## Kontrowersje związane ze śmiercią
Sharp był matematykiem i nauczycielem, który prawdopodobnie stanął na szczycie Mount Everestu podczas swojej trzeciej próby. Uzyskał zgodę na wejście na szczyt płacąc 6200 dolarów firmie Asian Trekking za wsparcie logistyczne, aż do wysokiego obozu bazowego. Podczas zdobywania szczytu nie korzystał z usług przewodników ani szerpów. Nie miał także przy sobie radia. W następnym tygodniu po śmierci Sharpa trzech innych wspinaczy wspieranych przez Asian Trekking również zginęło podczas wspinaczki (Vitor Negrete, Igor Plyushkin i Thomas Weber).
Nowozelandzki niepełnosprawny himalaista Mark Inglis w wywiadzie udzielonym 23 maja 2006 roku powiedział, że Sharp umierał, gdy 40 innych wspinaczy przeszło obok niego nie próbując go ratować. Sharp zmarł w zagłębieniu skalnym zwanym Green Boots (Zielone buty), gdzie spoczywa ciało innego himalaisty, około 450 metrów poniżej szczytu i około 250 metrów powyżej obozu czwartego. Wspinając się solo zdobywał szczyt późnym popołudniem i prawdopodobnie osiągnął go. Następnie schodził ze szczytu podczas jednej z najzimniejszych nocy w roku. Zmęczenie, wyziębienie oraz brak tlenu spowodowały, że nie był w stanie kontynuować zejścia ze szczytu.
Grupa wspinaczkowa Inglisa spotkała Sharpa podczas wejścia na szczyt około 1 nad ranem, zauważyła, że wciąż oddycha, jednak ze względu na trudność przeprowadzenia akcji ratunkowej w ciągu nocy kontynuowała swą wspinaczkę. Mark Whetu, zanim poszedł dalej, poinstruował Sharpa, by kierował się światłami latarek czołowych wspinaczy idących z dołu – tym samym trafiłby do obozu czwartego. Większość z kolejnych osób mijających Davida nie udzieliła mu żadnej pomocy. 9 godzin później przewodnik Jamie McGuinness tak relacjonował spotkanie z umierającym podczas zejścia jego grupy ze szczytu, „...Dawa z grupy Arun Treks dał również Davidowi tlen i próbował namówić go do zejścia przez około godzinę. David nie był w stanie stać samodzielnie ani nawet z pomocą. Dawa był bezsilny i płacząc zostawił Davida. Nawet z dwoma Szerpami było niemożliwością sprowadzenie go na dół w tak trudnych warunkach...”.
Z relacji Inglisa wynika, że Sharp był źle wyposażony, bez odpowiednich rękawic, tlenu. „Zadzwoniłem do Russa [kierownika wyprawy Russella Brice’a]. Powiedział: Kolego, nic nie możesz zrobić. On jest tam już od x godzin bez tlenu. On już w zasadzie nie żyje. Problem polega na tym, że na 8500 m n.p.m. trudno jest utrzymać siebie przy życiu nie mówiąc już o ratowaniu innych”. Oświadczenie Inglisa sugerowało, że zostawił Sharpa, bo sądził, że ten jest już bliski śmierci. Brice zaprzeczył temu, że dostał wiadomość przez radio o kłopotach wspinacza, utrzymując, że o niczym nie wiedział do czasu, gdy 9 godzin później Sharpa zobaczył libański wspinacz Maxime Chaya, który wcześniej, podczas wejścia nie widział go z powodu ciemności. David nie miał rękawic i miał poważne odmrożenia. Lider grupy Inglisa powiedział, że krytykuje się postawę jego drużyny, a nie zwraca uwagi na postawę zespołu Davida. Twierdził, że o wiele większego wsparcia udzielili umierającemu Davidowi obcy wspinacze, próbując sprowadzić go na dół, niż jego własna ekipa udzieliła mu w drodze na szczyt.
Dla kontrastu, 26 maja australijski wspinacz Lincoln Hall został znaleziony żywy w chwili, gdy dzień wcześniej twierdzono, że umarł. Został znaleziony przez grupę czterech wspinaczy (Dan Mazur, Andrew Brash, Myles Osborne i Jangbu Sherpa), którzy przerwali swoją drogę na szczyt, zostali z Hallem i w asyście 11 Szerpów sprowadzonych do pomocy z obozu, pomogli Hallowi w zejściu na dół. Mimo licznych odmrożeń Hall powrócił w pełni do zdrowia. Osoby blisko związane z himalaizmem twierdzą jednak, że porównywanie tych sytuacji jest bezcelowe, gdyż obie nastąpiły w zupełnie innych okolicznościach. Sharp nie był w stanie samodzielnie chodzić w przeciwieństwie do Halla.
Pierwszy zdobywca Everestu sir Edmund Hillary skrytykował decyzję niepodjęcia próby sprowadzenia Sharpa na dół, mówiąc, że zostawianie innego wspinacza na pewną śmierć, jak również pożądanie zdobycia szczytu za wszelką cenę są nie do zaakceptowania.
Jednak matka Davida, Linda Sharp, nie obwinia innych za śmierć syna, twierdząc, że on sam był odpowiedzialny za swoje czyny.